# 皇家檔案
《皇家檔案系列》是亞洲電視1989年拍攝的時裝警匪電視連續劇，全輯共62集，監製招振強（第一輯及第二輯）、鄧衍成（第三輯）。主要演員有吴毅将、連偉健等。為亞洲電視的大資本拍攝，更是當年亞視同類劇種中最受歡迎的電視劇系列。

## 皇家檔案
《皇家檔案》，於1989年3月13日於亞洲電視本港台首播，主要演員有吳毅將、連偉健、陳潔靈、凌文海、關詠荷、尹天照、黃允財、金興賢、劉少君、張雷、孫興、駱達華、斑斑、羅烈、黃樹棠、劉丹等，全劇共32集，曾奪得四成收視佳績。
劇集由16个不同的真实个案改编而成，當中包括「新一代」、「紙月亮」、「尖咀一條龍」、「風之歌」、「阿亮」、「再見同志」、「玉石俱焚」、「危險人物」、「情陷尖東」、「風蕭蕭」、「永不放棄」、「燃燒的龍」、「造反有理」、「馬路英雄」、「黑五類」、「引火自焚」等。

### 主要演員
- 吳毅將 飾 方志雄
- 連偉健 飾 郭啟南
- 陳潔靈 飾 張愛瓊（OK張）

### 警隊成員
- 凌文海 飾 周Sir
- 郭德信 飾 戚Sir
- 鄭　雷 飾 老馬
- 關偉倫 飾 老麥
- 鄭恕峰 飾 老郭
- 譚德成 飾 土匪
- 劉宗基 飾 阿丕
- 鄒偉光 飾 少古
- 鄧德光 飾 阿德
- 湯錦堂 飾 阿毛
- 關子標 飾 火雞
- 湯國明 飾 老關
- 江　威 飾 老高

### 單元演員

#### 燃燒的龍
- 尹志強 飾 阿漢
- 韓義生 飾 老毛
- 水　彥 飾 阿梅
- 吳聲發 飾 警官
- 楊世均 飾 阿芒
- 譚榮傑 飾 阿豪

#### 造反有理
- 金興賢 飾 江龍
- 陳　敬 飾 王坤
- 劉雲峰 飾 譚勇漢
- 張　錚 飾 潘權新
- 黃麗英 飾 王美玉
- 黃景珍 飾 小妺
- 苗金鳳 飾 方小蘭

#### 危險人物
- 羅　烈 飾 鄭松炮
- 邱月清 飾 程偉詩
- 湯鎮宗 飾 程偉乘
- 衛　青 飾 錦叔
- 苗金鳳 飾 方小蘭
- 張寶善 飾 胖胖
- 魏平澳 飾 老淫媒
- 王　非 飾 余超
- 王素琴 飾 余超女兒

#### 紙月亮
- 潘志文 飾 阿健
- 許英秀 飾 爺爺
- 劉錫賢 飾 哥哥
- 米　奇 飾 阿輝
- 吳廷燁 飾 Ray
- 凌腓力 飾 James
- 蔡欣樺 飾 Maggie
- 黃偉堂 飾 阿二
- 李映彤 飾 阿鳳

#### 新一代
- 吳元俊 飾 馬偉明（Joe）
- 何英偉 飾 Ken
- 梁錦燊 飾 馮伯
- 余文炳 飾 戴叔
- 劉　準 飾 趙叔
- 陳　東 飾 尤叔

#### 情陷尖東
- 煒　烈 飾 Johnny
- 潘銑怡 飾 Angel
- 楊嘉諾 飾 Ben
- 單桂枝 飾 Gigi
- 黃啟龍 飾 阿平

#### 引火自焚
- 鄧仲坤 飾 王棟良
- 李凌江 飾 張志佳
- 鄭文霞 飾 王母
- 黃素歡 飾 王寶燕
- 吳　剛 飾 彭耀武
- 李浩皆 飾 福哥
- 李壽祺 飾 爺爺
- 溫雪琪 飾 Candy
- 陳　麗 飾 妹妹

#### 尖咀一條龍/黑五類
- 羅樂林 飾 高偉健
- 榮　飈 飾 阿皮
- 張振華 飾 廢柴
- 黃鎧東 飾 阿威
- 歐陽耀麟 飾 阿希
- 蕭山仁 飾 九叔
- 招浩東 飾 阿沖

#### 馬路英雄
- 梁十一 飾 戴永盛
- 斑　斑 飾 陳馬麗
- 施介強 飾 猴子
- 尹天照 飾 阿良
- 關詠荷 飾 Ann
- 曹源達 飾 阿豹

#### 風之歌
- 江　漢 飾 鄧約翰（John）
- 陳迪華 飾 張子珊（Grace）
- 姜漢文 飾 郭偉興
- 劉少君 飾 劉定昌

#### 永不放棄
- 朱德惠 飾 豁嘴
- 蔡善如 飾 阿玲
- 駱達華 飾 何彬
- 張鴻昌 飾 老譚
- 陳劍雲 飾 張志宏父
- 陳曉瑩 飾 Liz

#### 阿亮
- 黃允材 飾 陳偉亮
- 熊德誠 飾 何經理
- 羅　祥 飾 三叔

#### 再見同志
- 張　雷 飾 老喬
- 林迪安 飾 葉權受
- 周美玲 飾 Winnie
- 黃曼凝 飾 阿詩
- 何　添 飾 葉手下
- 陳　浩 飾 葉手下

#### 風蕭蕭/玉石俱焚
- 劉　丹 飾 周世昌
- 孫　興 飾 周祖業（Joe）
- 熊德誠 飾 沈家傑（KK）
- 甘　山 飾 周德彪
- 陳　亮 飾 劉主席
- 駱慧貞 飾 周薇薇
- 梁錦燊 飾 盧世久
- 李文彪 飾 阿明
- 梁耀輝 飾 Martin

## 皇家檔案II
《皇家檔案II》（又稱皇家檔案續集），於1989年9月11日於亞洲電視本港台首播，主要演員有吳毅將、連偉健、李青山、凌文海、關詠荷、顧紀筠、莊静而、孙兴、曾伟权、杨群、吳元俊、潘冰嫦、程嵐、葉晨、金興賢、歐陽耀麟、韓義生、李岡龍、尹天照、蔡國慶等，劇集共15集。
个案分別有「弃卒」、「暮年战士」、 「霓虹鸟」、「折翼天使」、「黑凤凰」、「黑警」及「为自由」等。

### 主要演員
- 吳毅將 飾 方志雄
- 連偉健 飾 郭啟南

### 警隊成員
- 凌文海 飾 馬Sir
- 陳　敬 飾 山雞
- 鄒偉光 飾 Sunny
- 何英偉 飾 阿亮
- 林文偉 飾 阿材
- 徐寶鳳 飾 Cindy
- 關偉倫 飾 阿華

### 單元演員

#### 棄卒
- 李青山 飾 張志行
- 米　奇 飾 田雞
- 程　嵐 飾 Wendy
- 韓義生 飾 沙皮狗
- 何　潔 飾 少女

#### 暮年戰士
- 莊静而 飾 胡樂華（Madam Cool）
- 孫　興 飾 田家勇
- 楊　群 飾 田漢
- 黃麗英 飾 Judy
- 祁浩釗 飾 陳短桂
- 王清河 飾 三爺

#### 霓虹鳥
- 關詠荷 飾 葉虹
- 吳元俊 飾 蘇紹奇
- 梁錦燊 飾 杜怀
- 潘冰嫦 飾 關燕玲
- 何樹燊 飾 杜志鋒
- 歐陽耀麟 飾 小田
- 韓年生 飾 關手下

#### 折翼天使
- 顧紀筠 飾 Amy
- 吳紫妍 飾 黃淑玲
- 陳　亮 飾 Gary
- 吳嘉文 飾 Lily
- 黃素歡 飾 Nancy

#### 黑鳳凰
- 潘銑怡 飾 霍淑娟
- 黎劍星 飾 陳洪
- 余文炳 飾 楊老大
- 曾偉權 飾 Johnny
- 溫雪琪 飾 Johnny妻
- 劉少君 飾 小華
- 羅　烈 飾 龐哥
- 徐曼華 飾 Gigi

#### 黑警
- 李　岡 飾 湯啟華
- 潘志文 飾 李國權
- 陳植槐 飾 陳福奇
- 陳　東 飾 三叔
- 譚榮傑 飾 阿修
- 陳明偉 飾 阿村
- 葉　霖 飾 阿芬
- 區艷蓮 飾 湯妻

#### 為自由
- 尹天照 飾 阮志雄
- 金興賢 飾 阮志明
- 衛　青 飾 譚炳
- 葉　晨 飾 阿鳳
- 尹麗玉 飾 阿萍
- 蔡國慶 飾 鍾老大

## 皇家檔案III
《皇家檔案III》（又稱皇家檔案電影系列），於1989年10月30日於亞洲電視本港台首播，主要演員有吳毅將、連偉健、李青山、凌文海、金興賢、潘志文、莊靜而、黃素歡、趙靜儀、蕭亮、姜皓文、潘冰嫦、吳元俊、徐寶鳳、曾伟权、周秀兰、何英伟、孙兴、歐陽耀麟、煒烈、斑斑等，劇集共15集。
劇集句括7個不同的故事：「野狼」、「提防老手」、「爱杀迷情」、「美女与野兽」、「火百合」、「天涯无路」及「赤色保鏢」。

### 主要演員
- 吳毅將 飾 方志雄
- 連偉健 飾 郭啟南

### 警隊成員
- 凌文海 飾 馬Sir
- 李青山 飾 李浩然
- 陳　敬 飾 山雞
- 鄒偉光 飾 Sunny
- 何英偉 飾 阿亮
- 林文偉 飾 阿材
- 徐寶鳳 飾 Cindy
- 關偉倫 飾 阿華

### 單元演員

#### 野狼
- 金興賢 飾 野狼
- 甘　山 飾 陳鑫
- 譚榮傑 飾 滿軍
- 斑　斑 飾 佩芝
- 張　煒 飾 太子亨
- 陳麗萍 飾 陳婷婷
- 駱達華 飾 阿牛

#### 提防老手
- 江　漢 飾 麥阿斗
- 煒　烈 飾 潘本標
- 李凌江 飾 麥源生
- 金　童 飾 阿蟲
- 陳巧儀 飾 阿花
- 謝偉傑 飾 啞巴
- 陳劍雲 飾 老二
- 梁林玲 飾 淑芳
- 譚德成 飾 阿超
- 徐有明 飾 阿權
- 洪志成 飾 潘手下
- 范永華 飾 潘手下
- 鄭恕峰 飾 奇哥

#### 愛殺迷情
- 姜皓文 飾 Danny
- 趙靜儀 飾 May
- 陳　亮 飾 翁景文
- 黃鎧東 飾 Albert
- 王華盛 飾 Sisi
- 楊允敬 飾 Richard
- 李銓勝 飾 姚Sir
- 蔡國慶 飾 肖雲龍
- 黎劍星 飾 Phillip陳

#### 美女与野獸
- 莊靜而 飾 米采詩（Joyce）
- 譚少英 飾 米母
- 鄧漢雄 飾 Francis
- 黃素歡 飾 阿玲
- 梁十一 飾 阿昌
- 榮　飈 飾 阿忠

#### 火百合
- 潘志文 飾 梁金勝
- 潘冰嫦 飾 邱淑梅
- 歐陽耀麟 飾 梁家恩
- 吳秀芳 飾 梁家寶
- 亦千霞 飾 大島綠子
- 劉少君 飾 大島兄
- 劉宗基 飾 Vincent

#### 天涯無路
- 曾偉權 飾 李大頭
- 周秀蘭 飾 曹文玉
- 徐曼華 飾 鳳姐
- 馮素波 飾 Rose
- 甘　山 飾 劉彼得
- 陳麗雲 飾 大頭婆婆
- 何樹燊 飾 Rocky

#### 赤色保鏢
- 蕭　亮 飾 潘志年
- 孫　興 飾 何志東
- 潘銑怡 飾 洪楚櫻
- 吳元俊 飾 成榮
- 黃麗英 飾 Gigi
- 羅偉平 飾 陳東立
- 張振華 飾 沈昌
- 馬熙澄 飾 喬華

## 軼事
- 黃允材其時已離開無綫電視，本劇是轉投亞洲電視後拍攝的第一部劇集。
- 本劇是男主角黃允材與無綫電視約滿後並正式簽約亞洲電視後，第一部主演的電視劇。
- 本劇是黃允材自從離開無線電視後正式簽約亞視後第一部劇集，隨即擔任第一男主角，是當時TVB過檔的藝人